# مسابقات فوتبال قاره‌ای

شش کنفدراسیون قاره‌ای

این صفحه لیستی از مسابقات قهرمانی قاره‌ای برای باشگاه‌ها و تیم‌های ملی در فوتبال انجمن است.
مسابقات قهرمانی توسط کنفدراسیون‌های قاره‌ای مرتبط با فیفا برگزار می‌شود: ای‌اف‌سی (آسیا)، کاف (آفریقا)، کونکاکاف (آمریکای شمالی و مرکزی و دریای کارائیب)، کونمبول (آمریکای جنوبی)، اواف‌سی (اقیانوسیه) و یوفا (اروپا).
تعداد تیم‌های شرکت‌کننده که در این مقاله ارائه شده‌اند، فقط تیم‌هایی هستند که در مسابقات شرکت می‌کنند و شامل تیم‌هایی نمی‌شود که وارد مرحله مقدماتی یا پلی‌آف می‌شوند.

## مسابقات قهرمانی تیم ملی مردان

### کنونی
| کنفدراسیون | مسابقه                | نسخه | نسخه اول | تیم‌ها | بیشترین قهرمانی             | بیشترین قهرمانی | قهرمان فعلی         | قهرمان فعلی |
| کنفدراسیون | مسابقه                | نسخه | نسخه اول | تیم‌ها | تیم(ها)                     | تعداد           | تیم(ها)             | فصل         |
| ---------- | --------------------- | ---- | -------- | ----- | --------------------------- | --------------- | ------------------- | ----------- |
| ای‌اف‌سی     | جام ملت‌های آسیا       | ۱۸   | ۱۹۵۶     | ۲۴    | ژاپن                        | ۴               | قطر                 | ۲۰۲۳        |
| کاف        | جام ملت‌های آفریقا     | ۳۴   | ۱۹۵۷     | ۲۴    | مصر                         | ۷               | ساحل عاج            | ۲۰۲۳        |
| کاف        | قهرمانی ملت‌های آفریقا | ۷    | ۲۰۰۹     | ۱۶    | جمهوری دموکراتیک کنگو مراکش | ۲               | سنگال               | ۲۰۲۲        |
| کونکاکاف   | جام طلایی کونکاکاف    | ۱۷   | ۱۹۹۱     | ۱۶    | مکزیک                       | ۹               | مکزیک               | ۲۰۲۳        |
| کونکاکاف   | لیگ ملت‌های کونکاکاف   | ۳    | ۲۰–۲۰۱۹  | ۴۱    | ایالات متحده آمریکا         | ۳               | ایالات متحده آمریکا | ۲۴–۲۰۲۳     |
| کونمبول    | کوپا آمریکا           | ۴۸   | ۱۹۱۶     | ۱۰    | آرژانتین                    | ۱۶              | آرژانتین            | ۲۰۲۴        |
| اواف‌سی     | جام ملت‌های اقیانوسیه  | ۱۰   | ۱۹۷۳     | ۸     | نیوزیلند                    | ۶               | نیوزیلند            | ۲۰۲۴        |
| یوفا       | جام ملت‌های اروپا      | ۱۷   | ۱۹۶۰     | ۲۴    | اسپانیا                     | ۴               | اسپانیا             | ۲۰۲۴        |
| یوفا       | لیگ ملت‌های اروپا      | ۳    | ۱۹–۲۰۱۸  | ۵۵    | فرانسه پرتغال اسپانیا       | ۱               | اسپانیا             | ۲۳–۲۰۲۲     |

### منحل شده
| کنفدراسیون | مسابقه                   | نسخه | نسخه اول | نسخه آخر | تیم‌ها | بیشترین قهرمانی | بیشترین قهرمانی |
| کنفدراسیون | مسابقه                   | نسخه | نسخه اول | نسخه آخر | تیم‌ها | تیم(ها)         | تعداد           |
| ---------- | ------------------------ | ---- | -------- | -------- | ----- | --------------- | --------------- |
| ای‌اف‌سی     | چلنج کاپ آسیا            | ۵    | ۲۰۰۶     | ۲۰۱۴     | ۸–۱۶  | کرهٔ شمالی       | ۲               |
| ای‌اف‌سی     | جام همبستگی آسیا         | ۱    | ۲۰۱۶     | ۲۰۱۶     | ۷     | نپال            | ۱               |
| کونکاکاف   | مسابقات قهرمانی کونکاکاف | ۱۰   | ۱۹۶۳     | ۱۹۸۹     | ۵–۹   | کاستاریکا مکزیک | ۳               |
| کونکاکاف   | جام کونکاکاف             | ۱    | ۲۰۱۵     | ۲۰۱۵     | ۲     | مکزیک           | ۱               |

## مسابقات قهرمانی باشگاهی مردان

### درحال برگزاری
قهرمانان سطح اول هر قاره به جام جهانی باشگاه‌ها و جام بین قاره‌ای فیفا راه می‌یابند.
| کنفدراسیون | سطح      | مسابقه                   | نسخه اول | تیم‌ها | بیشترین قهرمانی                                                            | بیشترین قهرمانی | قهرمان فعلی         | قهرمان فعلی |
| کنفدراسیون | سطح      | مسابقه                   | نسخه اول | تیم‌ها | تیم(ها)                                                                    | تعداد           | تیم(ها)             | فصل         |
| ---------- | -------- | ------------------------ | -------- | ----- | -------------------------------------------------------------------------- | --------------- | ------------------- | ----------- |
| ای‌اف‌سی     | سطح اول  | لیگ قهرمانان نخبگان آسیا | ۱۹۶۷     | ۲۴    | الهلال                                                                     | ۴               | العین               | ۲۴–۲۰۲۳     |
| ای‌اف‌سی     | سطح دوم  | لیگ قهرمانان آسیا ۲      | ۲۰۰۴     | ۳۲    | الکویت نیروی هوایی                                                         | ۳               | سنترال کوست مارینرز | ۲۴–۲۰۲۳     |
| ای‌اف‌سی     | سطح سوم  | چلنج لیگ آسیا            | ۲۰۰۵     | ۲۰    | ریگر-تداز                                                                  | ۳               | یدیگن               | ۲۰۱۴        |
| کاف        | سطح اول  | لیگ قهرمانان آفریقا      | ۶۵–۱۹۶۴  | ۱۶    | الاهلی                                                                     | ۱۲              | الاهلی              | ۲۴–۲۰۲۳     |
| کاف        | سطح دوم  | جام کنفدراسیون آفریقا    | ۲۰۰۴     | ۱۶    | صفاقسی                                                                     | ۳               | زمالک               | ۲۴–۲۰۲۳     |
| کاف        | سوپر جام | سوپر جام آفریقا          | ۱۹۹۳     | ۲     | الاهلی                                                                     | ۸               | زمالک               | ۲۰۲۴        |
| کاف        | لیگ      | لیگ فوتبال آفریقا        | ۲۰۲۳     | ۸     | ماملودی سانداونز                                                           | ۱               | ماملودی سانداونز    | ۲۰۲۳        |
| کونکاکاف   | –        | جام قهرمانان کونکاکاف    | ۱۹۶۲     | ۲۷    | آمریکا                                                                     | ۷               | پاچوکا              | ۲۰۲۴        |
| کونمبول    | سطح اول  | جام لیبرتادورس           | ۱۹۶۰     | ۳۲    | ایندپندینته                                                                | ۷               | بوتافوگو            | ۲۰۲۴        |
| کونمبول    | سطح دوم  | جام سودامریکانا          | ۲۰۰۲     | ۳۲    | اتلتیکو پارانائنزه بوکا جونیورز ایندپندینته ایندپندینته دل‌وایه ال‌دی‌یو کیتو | ۲               | راسینگ              | ۲۰۲۳        |
| کونمبول    | سوپر جام | رکوپا سودامریکانا        | ۱۹۸۹     | ۲     | بوکا جونیورز                                                               | ۴               | فلومیننزه           | ۲۰۲۴        |
| اواف‌سی     | –        | لیگ قهرمانان اقیانوسیه   | ۱۹۸۷     | ۱۸    | اوکلند سیتی                                                                | ۱۲              | اوکلند سیتی         | ۲۰۲۴        |
| یوفا       | سطح اول  | لیگ قهرمانان اروپا       | ۵۶–۱۹۵۵  | ۳۲    | رئال مادرید                                                                | ۱۵              | رئال مادرید         | ۲۴–۲۰۲۳     |
| یوفا       | سطح دوم  | لیگ اروپا                | ۷۲–۱۹۷۱  | ۳۲    | سویا                                                                       | ۷               | آتالانتا            | ۲۴–۲۰۲۳     |
| یوفا       | سطح سوم  | لیگ کنفرانس اروپا        | ۲۲–۲۰۲۱  | ۳۲    | المپیاکوس رم وستهام یونایتد                                                | ۱               | المپیاکوس           | ۲۴–۲۰۲۳     |
| یوفا       | سوپر جام | سوپرجام اروپا            | ۱۹۷۳     | ۲     | رئال مادرید                                                                | ۶               | رئال مادرید         | ۲۰۲۴        |

### منحل شده
| کنفدراسیون | مسابقه                    | نسخه اول | نسخه آخر | تیم‌ها | بیشترین قهرمانی                           | بیشترین قهرمانی |
| کنفدراسیون | مسابقه                    | نسخه اول | نسخه آخر | تیم‌ها | تیم(ها)                                   | تعداد           |
| ---------- | ------------------------- | -------- | -------- | ----- | ----------------------------------------- | --------------- |
| ای‌اف‌سی     | جام برندگان جام آسیا      | ۹۱–۱۹۹۰  | ۰۲–۲۰۰۱  | ۱۷-۲۹ | الهلال یوکوهاما مارینوس                   | ۲               |
| ای‌اف‌سی     | سوپر جام آسیا             | ۱۹۹۵     | ۲۰۰۲     | ۲     | الهلال سوون سامسونگ                       | ۲               |
| کاف        | جام برندگان جام آفریقا    | ۱۹۷۵     | ۲۰۰۳     | ۱۵-۴۱ | الاهلی                                    | ۴               |
| کاف        | جام آفریقا                | ۱۹۹۲     | ۲۰۰۳     | ۳۱-۳۷ | القبائل                                   | ۳               |
| کونکاکاف   | جام برندگان جام کونکاکاف  | ۱۹۹۱     | ۱۹۹۸     | ۴-۱۱  | آمریکا اتلتیکو مارته مونتری نیکاکسا تیکوس | ۱               |
| کونکاکاف   | جام غول‌های کونکاکاف       | ۲۰۰۱     | ۲۰۰۱     | ۱۲    | آمریکا                                    | ۱               |
| کونکاکاف   | لیگ کونکاکاف              | ۲۰۱۷     | ۲۰۲۲     | ۲۲    | المپیا                                    | ۲               |
| کونمبول    | جام برندگان جام کونمبول   | ۱۹۷۰     | ۱۹۷۰     | ۸     | ماریسکال سانتا کروز                       | ۱               |
| کونمبول    | سوپرکوپا لیبرتادورس       | ۱۹۸۸     | ۱۹۹۷     | ۱۳-۱۷ | کروزیرو ایندپندینته                       | ۲               |
| کونمبول    | کوپا مستر د سوپرکوپا      | ۱۹۹۲     | ۱۹۹۵     | ۲-۴   | بوکا جونیورز کروزیرو                      | ۱               |
| کونمبول    | جام کونمبول               | ۱۹۹۲     | ۱۹۹۹     | ۱۶    | اتلتیکو مینیرو                            | ۲               |
| کونمبول    | جام طلا                   | ۱۹۹۳     | ۱۹۹۶     | ۴     | بوکا جونیورز کروزیرو فلامینگو             | ۱               |
| کونمبول    | کوپا مستر د کونمبول       | ۱۹۹۶     | ۱۹۹۶     | ۴     | سائو پائولو                               | ۱               |
| اواف‌سی     | جام برندگان جام اقیانوسیه | ۱۹۸۷     | ۱۹۸۷     | ۲     | سیدنی سیتی                                | ۱               |
| اواف‌سی     | جام پرزیدنت اقیانوسیه     | ۲۰۱۴     | ۲۰۱۴     | ۶     | اوکلند سیتی                               | ۱               |
| یوفا       | جام برندگان جام اروپا     | ۶۱–۱۹۶۰  | ۹۹–۱۹۹۸  | ۳۲    | بارسلونا                                  | ۴               |
| یوفا       | جام اینترتوتو             | ۱۹۹۵     | ۲۰۰۸     | ۵۰    | اشتوتگارت                                 | ۳               |

## مسابقات قهرمانی تیم ملی بانوان
| کنفدراسیون | مسابقه                    | اولین نسخه | تیم‌ها | بیشترین قهرمانی     | بیشترین قهرمانی | قهرمان فعلی         | قهرمان فعلی |
| کنفدراسیون | مسابقه                    | اولین نسخه | تیم‌ها | تیم(ها)             | تعداد           | تیم(ها)             | سال         |
| ---------- | ------------------------- | ---------- | ----- | ------------------- | --------------- | ------------------- | ----------- |
| ای‌اف‌سی     | جام ملت‌های زنان آسیا      | ۱۹۷۵       | ۱۲    | چین                 | ۹               | چین                 | ۲۰۲۲        |
| کاف        | جام ملت‌های زنان آفریقا    | ۱۹۹۱       | ۱۲    | نیجریه              | ۱۱              | آفریقای جنوبی       | ۲۰۲۲        |
| کونکاکاف   | مسابقات زنان کونکاکاف     | ۲۰۲۴       | ۱۲    | ایالات متحده آمریکا | ۱               | ایالات متحده آمریکا | ۲۰۲۴        |
| کونکاکاف   | جام طلایی کونکاکاف زنان   | ۱۹۹۱       | ۸     | ایالات متحده آمریکا | ۹               | ایالات متحده آمریکا | ۲۰۲۲        |
| کونمبول    | کوپا آمریکا زنان          | ۱۹۹۱       | ۱۰    | برزیل               | ۸               | برزیل               | ۲۰۲۲        |
| اواف‌سی     | جام ملت‌های زنان اقیانوسیه | ۱۹۸۳       | ۹     | نیوزیلند            | ۶               | پاپوآ گینه نو       | ۲۰۲۲        |
| یوفا       | جام ملت‌های اروپای زنان    | ۱۹۸۴       | ۱۶    | آلمان               | ۸               | انگلستان            | ۲۰۲۲        |
| یوفا       | لیگ ملت‌های اروپای زنان    | ۲۴–۲۰۲۳    | ۵۱    | اسپانیا             | ۱               | اسپانیا             | ۲۴–۲۰۲۳     |

## مسابقات قهرمانی باشگاهی بانوان
| کنفدراسیون | مسابقه                      | اولین نسخه | تیم‌ها | بیشترین قهرمانی                                                         | بیشترین قهرمانی | قهرمان فعلی        | قهرمان فعلی |
| کنفدراسیون | مسابقه                      | اولین نسخه | تیم‌ها | تیم(ها)                                                                 | تعداد           | تیم(ها)            | سال         |
| ---------- | --------------------------- | ---------- | ----- | ----------------------------------------------------------------------- | --------------- | ------------------ | ----------- |
| ای‌اف‌سی     | جام باشگاه‌های زنان آسیا     | ۲۰۱۹       | ۱۲    | امان کالج محققین آسیایی سغدیانه جیزک توکیو وردی بلزا اوراوا رد دایموندز | ۱               | اوراوا رد دایموندز | ۲۰۲۳        |
| کاف        | لیگ قهرمانان زنان آفریقا    | ۲۰۲۱       | ۸     | ماملودی سانداونز                                                        | ۲               | ماملودی سانداونز   | ۲۰۲۳        |
| کونمبول    | جام لیبرتادورس زنان         | ۲۰۰۹       | ۱۶    | کورینتیانس                                                              | ۴               | کورینتیانس         | ۲۰۲۳        |
| اواف‌سی     | لیگ قهرمانان اقیانوسیه زنان | ۲۰۲۳       | ۸     | آکادمی اوکلند یونایتد                                                   | ۱               | اوکلند یونایتد     | ۲۰۲۴        |
| یوفا       | لیگ قهرمانان اروپای زنان    | ۰۲–۲۰۰۱    | ۱۶    | لیون                                                                    | ۸               | بارسلونا           | ۲۴–۲۰۲۳     |